# Per Sundh (1879–1930)
Per Adolf Sundh, född den 23 september 1879 i Norbergs församling, Västmanlands län, död den 10 maj 1930 i Stockholm, var en svensk militär. Han var far till Britta och Per Sundh.
Sundh blev underlöjtnant vid Hälsinge regemente 1900 och löjtnant där 1903. Han blev underintendent vid Intendenturkåren 1911 och intendent samma år (med titeln kapten 1915). Sundh var regementsintendent vid Kronobergs regemente från 1911, senare fästningsintendent vid kommendantskapet i Boden och fördelningsintendent vid II. arméfördelningen samt slutligen chef för Arméförvaltningens intendenturdepartements underhållsbyrå från 1929. Han befordrades till major 1920 och till överstelöjtnant 1926. Sundh blev riddare av Svärdsorden 1921.